# Vitrifikace (biologie)
Vitrifikace je v biologii jev, při kterém ve zkumavce dojde k hyperhydrataci, tedy převodnění pletiv. Výsledkem je špatný vývoj explantátu, špatný vývoj cévních svazků, nefunkční průduchy. Rostliny mají tlusté listy, vypadají převodněné, se skelným nezdravým až hnědým povrchem. K vitrifikaci dochází díky vysoké vzdušné vlhkosti v in vitro podmínkách, například kvůli většímu množství osmoticky aktivních látek v médiu. Brání se mu přepasážováním vzorku a snížením obsahu cytokininů v médiu či chlazením dna.